# Jadwiga Ludwińska
Jadwiga Sabina Ludwińska, ps. „Hela”, „Marta” (ur. 1 października 1907 w Młodzawach, zm. 1998 lub 1999) – polska działaczka komunistyczna, członkini tzw. Drugiej Grupy Inicjatywnej Polskiej Partii Robotniczej.

## Życiorys
Właściwe nazwisko Szyfra Goldszlak. W 1926 r. wstąpiła do KZMP w Łodzi. Nazwisko Goldszlak nosiła jeszcze w czasie procesu w 1927 r. w Łodzi, w którym była oskarżona wraz z 11 innymi osobami o „zamach na ustalony w drodze praw zasadniczych ustrój państwowy Polski (art. 102 cz. II K.K.)”, który zakończył się 31 grudnia 1927 r. wyrokiem „półtora roku twierdzy” oraz zmianą kwalifikacji na art. 129 K.K. Następnie od 1929 r. działała w KPP. Była członkinią Komitetu Miejskiego KPP w Będzinie i Dąbrowie Górniczej, następnie komitetów okręgowych KPP w Zagłębiu Dąbrowskim i Łodzi. Za prowadzoną działalność polityczną była wielokrotnie aresztowana. Oprócz wyroku z 1927 r., w 1934 r. została skazana na 4 lata, a w 1937 r. na 8 lat więzienia.
We wrześniu 1939, po agresji niemieckiej na Polskę, zwolniona z więzienia w Fordonie, wstąpiła do Batalionów Robotniczych w Warszawie. Po kapitulacji miasta w obawie przed aresztowaniem przez Niemców uciekła do ZSRR, gdzie w latach 1939–1942 była pracowniczką umysłową w kołchozie. Po nawiązaniu kontaktu z komunistami polskimi w Związku Radzieckim, m.in. ze szwagrem Anastazym Kowalczykiem i Romanem Śliwą, została w 1942 r. wysłana do Polski w tzw. Drugiej Grupie inicjatywnej.
W czerwcu 1942 roku jako wysłanniczka Komitetu Centralnego, z Augustynem Micałem z Krakowa, pomagała odtworzyć terenową organizację partyjną w obwodzie gorlicko-sanockim. Pełniła funkcję sekretarz okręgu PPR i członkini komitetu obwodowego PPR w Krakowie. Była też pełnomocniczką KC PPR na okręg płocko-sierpecki.
Od maja 1945 r. była III sekretarz i kierowniczką Wydziału Personalnego w KW PPR, a po zjeździe zjednoczeniowym w 1948 r. PZPR, w Katowicach. Od 20 maja 1949 r. była starszym instruktorem w Wydziale Personalnym, a następnie Kadr w KC PZPR. W latach 1950–1957 pełniła funkcję sekretarz ds. propagandy KW w Opolu, w latach 1957–1958 była dyrektorem Rozgłośni Polskiego Radia w Opolu. Od 1965 pełniła funkcję dyrektorki Muzeum Lenina w Warszawie. Autorka haseł w Słowniku biograficznym działaczy polskiego ruchu robotniczego.
Zmarła w 1998 lub w 1999.
Autorka książek: Drogi i ludzie (1969), Na wyzwolonym Śląsku (1977) i Życie nielegalne (1988).

## Ordery i odznaczenia
- Złoty Krzyż Zasługi (dwukrotnie: 18 stycznia 1946[21], 22 lipca 1949[22])

## Publikacje
- Jadwiga Ludwińska: Drogi i ludzie. Warszawa: Książka i Wiedza, 1969. Brak numerów stron w książce
- Jadwiga Ludwińska: Na wyzwolonym Śląsku. Warszawa: Książka i Wiedza, 1977. Brak numerów stron w książce
- Jadwiga Ludwińska: Życie nielegalne. Warszawa: Książka i Wiedza, 1988. Brak numerów stron w książce